# Isaác Brizuela
Isaác Brizuela Muñoz (San José, California, 28 de agosto de 1990) es un futbolista mexicano nacido en Estados Unidos. Creció en la ciudad de Lagos de Moreno, Jalisco donde radica desde entonces. Juega como extremo y su actual equipo es el Club Deportivo Guadalajara de la Primera División de México.

## Trayectoria
Inicios y Deportivo Toluca
Sus primeros pasos como futbolista profesional los dio en las fuerzas básicas del Deportivo Toluca en Guadalajara, comenzó en las filas de la 3.ª división, quedando subcampeón en dos ocasiones (contra el América en diciembre de 2007 y contra el Morelia en mayo de 2009). Fue convocado a la Selección Sub-17 en el 2007 para el Premundial, quedando eliminados.
Su paso por la segunda división fue breve, pues al poco tiempo y gracias a sus cualidades futbolísticas y sencillez en su trato, fue llevado al Atlético Mexiquense, actual filial del Deportivo Toluca Fútbol Club. Su talento llamó la atención del primer equipo dando así su paso al Deportivo Toluca Fútbol Club. El 2009 se convirtió en el año de su debut. Debutó el 26 de julio de 2009 en un partido de la Liga MX entre su equipo y el Guadalajara el cual terminó 4-3 a favor de los choriceros, después de haber trabajado fuerte para ganarse un puesto en el once titular de José Manuel de la Torre.
En la Concacaf Liga Campeones 2009-2010 jugó 3 partidos con un total de 182 minutos y anotó 2 goles. Mientras tanto, sumó su primer gol en la Primera División en la semifinal del Apertura 2009 contra el Monterrey, dándole el empate al Toluca. Cabe mencionar que se coronó campeón en el Torneo Bicentenario 2010 de la Primera División, convirtiéndose en pieza clave de la escuadra del "Chepo".
Atlas Fútbol Club
El 8 de diciembre de 2012 se hizo oficial su traspaso al Atlas Fútbol Club vía préstamo por 6 meses a cambio de Flavio Santos.
Deportivo Toluca (2ª Etapa)
El 10 de junio de 2013 Toluca no cede la compra de Brizuela al Atlas, además por petición del técnico José Cardozo, se oficializa su regreso al Toluca convirtiéndose como el primer refuerzo de cara al Apertura 2013. 
En su regreso a Toluca, Brizuela se ganó la confianza de su entrenador, llegando a ser pieza fundamental en el cuadro rojo. Su rendimiento lo llevó a ser convocado a la Copa Mundial de Brasil 2014 por Miguel Herrera, así como a despertar el interés de clubes europeos como el Parma de la Serie A italiana.
Club Deportivo Guadalajara
El 17 de diciembre de 2014 se hizo oficial su traspaso al Club Deportivo Guadalajara. La transacción fue por 6.8 millones de dólares. Siendo una de las contrataciones bombas del Clausura 2015.
En el torneo Clausura 2017 sufrió una grave fractura en el tobillo derecho, provocada por el jugador del Toluca Rubens Sambueza, lo cual lo marginó casi todo el torneo.
En ese mismo torneo su club se coronó campeón de copa y de liga, siendo el primer equipo en lograrlo desde que existen los torneos cortos.

## Selección nacional

### Sub-22
Al destacar en sus actuaciones con el Toluca, Brizuela fue convocado para disputar los Juegos Panamericanos de 2011 con la Selección Mexicana de Fútbol, donde portó el número 17 y en total jugó 4 partidos sin conseguir goles. La escuadra dirigida por Luis Fernando Tena consiguió el oro. 

### Selección absoluta
| Club               | País   | PJ | Goles | Periodo         |
| ------------------ | ------ | -- | ----- | --------------- |
| Selección Mexicana | México | 14 | 0     | 2013 - Presente |

Tras destacar con la Selección Sub-22, así como con el Atlas, fue convocado por José Manuel de la Torre quedando en la lista pre-liminar de 28 jugadores para la Copa Oro de 2013, quedando en la lista final de 23 jugadores. Debutó con la selección absoluta el domingo 7 de julio de 2013 en el partido de México contra Panamá que terminó 1-2, correspondiente a la primera fase de la Copa de Oro de la Concacaf 2013.
El 20 de diciembre de 2013, fue convocado a la selección por Miguel Herrera para el amistoso de México contra Corea del Sur en el que Brizuela tuvo una destacada participación colaborando con una asistencia a Alan Pulido en la victoria por 4-0.
El 8 de mayo de 2014 Brizuela fue incluido por el entrenador Miguel Herrera en la lista final de 23 jugadores que representaron a México en la Copa Mundial de Fútbol de 2014.
Tras casi 2 años de no estar convocado, el "Conejito" regresa a la Selección tras sus buenas actuaciones en Chivas. El técnico Juan Carlos Osorio lo llama a la selección para los dos partidos ante la selección de Canadá en las eliminatorias de la Concacaf rumbo a Rusia 2018.
El 29 de septiembre de 2016 tras pasar un buen momento en Chivas regresa a la Selección dirigida por Juan Carlos Osorio para los dos partidos amistosos ante Nueva Zelanda y Panamá.
El 3 de octubre de 2018, al retomar su nivel y gracias al pasar su mejor momento en Chivas tras 2 años sin convocatoria, fue convocado por el técnico interino Ricardo Ferretti para los partidos amistosos contra Costa Rica y Chile.

### Participaciones en selección nacional
| Copa                           | Categoría | Sede           | Resultado        |
| ------------------------------ | --------- | -------------- | ---------------- |
| Juegos Panamericanos 2011      | Sub-22    | Guadalajara    | Medalla de oro   |
| Copa Oro Concacaf 2013         | Absoluta  | Estados Unidos | Tercer lugar     |
| Copa Mundial de Fútbol de 2014 | Absoluta  | Brasil         | Octavos de final |

## Palmarés

### Campeonatos nacionales
| Título       | Club        | País           | Año  |
| ------------ | ----------- | -------------- | ---- |
| Liga MX      | Toluca      | México         | 2010 |
| Copa MX      | Guadalajara | México         | 2015 |
| Supercopa MX | Guadalajara | Estados Unidos | 2016 |
| Copa MX      | Guadalajara | México         | 2017 |
| Liga MX      | Guadalajara | México         | 2017 |

### Campeonatos internacionales
| Título                   | Club             | País   | Año  |
| ------------------------ | ---------------- | ------ | ---- |
| Oro Juegos Panamericanos | Selección Sub-22 | México | 2011 |
| Liga de Campeones        | Guadalajara      | México | 2018 |